# 28 Andromedae
28 Andromedae este o stea din constelația Andromeda.